# 朱徽煠
廣通王朱徽煠（？—15世纪），明朝宗室。明太祖的孙子，岷莊王朱楩（明太祖第十八子）第四子。

## 生平
朱徽煠二哥岷恭王朱徽煣嗣父位岷王。朱徽煠有勇力，家人段友洪以技术得宠。段友洪致仕后说朱徽煠有异相，当主天下，遂谋乱。朱徽煠作敕，改元玄武，分遣段友洪及蒙能、陈添行入苗族地区，诱苗族以银印金币，发兵攻武冈州。苗族首领杨文伯等不敢受。景泰二年（1451年）十月，事发后，段友洪被朱徽煣所执。都御史李实听说後，遣驸马都尉焦敬、宦官李琮徵朱徽煠入京师，除爵，幽于高墙之内，后遣去凤阳守皇陵。天順二年（1458年）朝廷允许朱徽煠子女婚配。弘治元年（1488年）都察院和刑部会议商议是否释放凤阳庶人时提到了与其同案被囚的弟弟阳宗庶人朱徽焟，却没有提到朱徽煠，当已去世。